# Kenya Police FC
Der Kenya Police Football Club ist ein kenianischer Fußballverein mit Sitz in Nairobi. Aktuell spielt der Verein in der ersten Liga, der Kenyan Premier League.

## Erfolge

### Nationale Titel
- Kenianischer Meister (1 ×): 2024/25

- Kenianischer Pokalsieger: 2024

## Stadion
Seine Heimspiele trägt der Verein im Utalii Sports Grounds in Nairobi aus.

## Saisonplatzierung
| Saison  | Liga                  | Level | Platz |
| ------- | --------------------- | ----- | ----- |
| 2021/22 | Kenyan Premier League | 1     | 9.    |
| 2022/23 | Kenyan Premier League | 1     | 3.    |